# Hoya polyneura
Hoya polyneura är en oleanderväxtart som beskrevs av J. D. Hooker. Hoya polyneura ingår i släktet Hoya och familjen oleanderväxter. Inga underarter finns listade i Catalogue of Life.